# Paston (Norfolk)
Paston – wieś w Anglii, w hrabstwie Norfolk, w dystrykcie North Norfolk. Leży 28 km na północ od Norwich i 185 km na północny wschód od Londynu. W 2001 miejscowość liczyła 265 mieszkańców.